# I Should Coco
Albums de Supergrass
In It for the Money
(1997)
I Should Coco est le premier album du groupe Supergrass, sorti en 1995. Il a connu un succès commercial fort, puisque 500 000 exemplaires ont été vendus en Angleterre, et 1 million à travers le monde.

## Membres du groupe
- Gaz Coombes — guitare, chant
- Robert Coombes — piano claviers
- Danny Goffey — batterie
- Mickey Quinn — basse

## Titres
1. I'd Like To Know
2. Caught by The Fuzz
3. Mansize Rooster
4. Alright
5. Lose It
6. Lenny
7. Strange Ones
8. Sitting Up Straight
9. She's So Loose
10. We're Not Supposed To
11. Time
12. Sofa (Of My Lethargy)
13. Time To Go